# Morning Glory (film din 1933)
Morning Glory este un film american dramatic din 1933 care spune povestea unei actrițe aspirante și drumul său către faima, cu succesele și pierderile sale. Filmul îi are în rolurile principale pe Katharine Hepburn, Douglas Fairbanks, Jr. și Adolphe Menjou. A fost adaptat de Howard J. Green dintr-o piesă de teatru cu același titlu, scrisă de Zoë Akins, și regizat de Lowell Sherman. Katharine Hepburn a câștigat primul său Premiu Oscar pentru cea mai bună actriță. Morning Glory a fost refăcut în 1958 sub titlul Stage Struck.

## Rezumat
Eva Lovelace este o tânără aspirantă la o carieră de succes pe Broadway, venind dintr-un orășel mic, cu vise mărețe. Deși participă la numeroase audiții, nu a primit încă niciun rol. La biroul de management al Teatrului Easton, actrița vedetă Rita Vernon, cunoscută pentru comportamentul său de divă și problemele cu alcoolul, negociază un acord cu proprietarul și producătorul teatrului, Louis Easton. Rita acceptă un rol minor într-o piesă viitoare în schimbul alegerii rolurilor în următoarea producție. Eva îl impresionează pe Robert Hedges, un actor experimentat, care se oferă să o ajute. De asemenea, dramaturgul Joseph Sheridan este captivat de personalitatea plină de viață a Evei. Trec luni, iar Eva se luptă să găsească roluri semnificative, mutându-se frecvent din cauza dificultăților financiare.
Hedges o găsește pe Eva într-o situație disperată și o duce la o petrecere cu celebrități în apartamentul lui Easton. Îmbătată, Eva provoacă o scenă, dar îi surprinde pe toți recitând monologuri shakespeariene impresionante. Adormită, este dusă la culcare de majordomul lui Easton. Dimineața următoare, Easton, simțindu-se vinovat pentru că a profitat de inocența Evei, se confesează lui Sheridan și îi cere ajutorul. Sheridan, îndrăgostit în secret de Eva, decide să nu-i spună adevărul, lăsând-o să creadă că noaptea petrecută cu Easton marchează începutul unei relații serioase.
Trec câteva luni, iar Eva încearcă în repetate rânduri să-l vadă pe Easton, care o ignoră. Sheridan își ascunde în continuare sentimentele. Compania de teatru a lui Easton se pregătește să prezinte noua piesă a lui Sheridan, cu Rita în rol principal. În seara premierei, Rita cere un contract scris cu un salariu exorbitant și jumătate din profiturile piesei. Simțindu-se constrâns, Easton ia în considerare cererea, dar Sheridan sugerează ca Eva să fie adusă ca înlocuitoare surpriză. Reticent, Easton acceptă, iar Rita părăsește furioasă scena.
În cabina Ritei, Eva și Sheridan ajung să fie singuri împreună. Copleșită de oportunitatea neașteptată, Eva este plină de îndoieli și temeri. Se simte incapabilă să joace în fața lui Easton și își pune la îndoială talentul, temându-se de un eșec inevitabil. Sheridan o încurajează, amintindu-i de puterea, frumusețea și talentul său natural. Inspirată de cuvintele lui, Eva își recapătă încrederea și decide să accepte rolul.
Așa cum a prezis Sheridan, interpretarea Evei este un succes răsunător. În culise, Easton se împacă cu Eva, oferindu-i prietenia și sprijinul său profesional. După plecarea lui Easton, Sheridan își face curaj să-i mărturisească iubirea, dar Eva rămâne tăcută, lăsând relația lor într-o zonă de incertitudine. Rămasă singură cu garderobiera sa, o fostă stea cunoscută drept „morning glory,” Eva este consolată și i se amintește că adevărata iubire este cel mai important lucru în viață, povestindu-i cum garderobiera a greșit când a ales faima în detrimentul iubirii.
Renăscută și pregătită să înfrunte provocările viitoare, Eva se arată hotărâtă să își croiască drumul spre celebritate. Filmul se încheie într-o notă optimistă, cu Eva declarându-i garderobierei, cu încredere, că nu îi este teamă să fie o „morning glory.”

## Distribuție
- Katharine Hepburn – Eva Lovelace
- Douglas Fairbanks, Jr. – Joseph Sheridan
- Adolphe Menjou – Louis Easton
- Mary Duncan – Rita Vernon
- C. Aubrey Smith – Robert Harley "Bob" Hedges
- Don Alvarado – Pepi Velez
- Fredric Santley – Will Seymour, asistentul lui Easton
- Richard Carle – Henry Lawrence, critic de teatru
- Tyler Brooke – Charley Van Duesen
- Geneva Mitchell – Gwendoline Hall
- Helen Ware – Nellie Navarre, garderobieră, ea însăși o fostă vedetă

## Producție
În etapa de pre-producție, scenariul a fost adaptat pentru a se potrivi talentelor lui Constance Bennett, pe atunci cea mai mare atracție a studioului RKO. Totuși, când Katharine Hepburn, o actriță debutantă, a citit scenariul, l-a convins pe producătorul Pandro S. Berman că ea era destinată să joace rolul principal. În cele din urmă, Hepburn a primit rolul, iar Bennett, mai populară la acea vreme, a fost redistribuită în filmul Bed of Roses.
Când RKO a cumpărat drepturile piesei de la Zoë Akins, aceasta încă nu fusese produsă pe scenă. Piesa a avut în cele din urmă o reprezentație limitată în 1939. Regizorul Lowell Sherman a reușit să-i convingă pe șefii RKO să-i acorde o săptămână de repetiții cu actorii înainte de începerea filmărilor, în schimbul promisiunii unui program de filmare de doar 18 zile (21 aprilie - 12 mai 1933). Spre deosebire de majoritatea filmelor, Morning Glory a fost filmat în aceeași ordine ca scenariul. Katharine Hepburn a fost plătită cu 2.500 de dolari pe săptămână pentru munca sa la acest film, care i-a adus primul său Premiu Oscar pentru cea mai bună actriță.